# Adam Żyliński
Adam Żyliński (* 10. Februar 1958 in Lidzbark Warmiński) ist ein polnischer Politiker der Platforma Obywatelska (Bürgerplattform).
Żyliński hat an der Pädagogischen Hochschule in Olsztyn studiert.
1990 bis 2002 war Adam Żyliński Bürgermeister von Iława. 2003 wurde er erstmals Abgeordneter des Sejm. 2006 wurde er zum Mitglied des Sejmik der Wojewodschaft Ermland-Masuren gewählt. Bei den vorgezogenen Parlamentswahlen 2007 trat er im Wahlkreis 34 Elbląg an und konnte mit 11.835 Stimmen ein Mandat für den Sejm erringen.